# Stanhope (Durham)
Stanhope is een civil parish in het Engelse graafschap Durham met 4581 inwoners.